# 第53回朝日新聞社杯競輪祭
第53回朝日新聞社杯競輪祭は、2011年12月1日から4日まで、小倉競輪場で行われた競輪のGI競走である。

## KEIRINグランプリ2011への道のり
当大会は、当年12月30日に平塚競輪場で行われる、KEIRINグランプリ2011の出場権をかけた最後の一戦となった。当大会開幕直前までに、同レースへの優先出場権を得た選手は以上4名。
| 村上義弘 | 第64回日本選手権競輪 優勝                                                     |
| 深谷知広 | 第62回高松宮記念杯競輪 優勝                                                   |
| 浅井康太 | 第20回寬仁親王牌・世界選手権記念トーナメント 優勝 第54回オールスター競輪 優勝 |
| 伏見俊昭 | 第27回読売新聞社杯全日本選抜競輪 優勝                                         |

残る5名は、当大会の優勝者ないし、当年12月4日時点における獲得賞金上位者から選出されるが、以上の2名が獲得賞金上位者として出場を確定させていた（獲得賞金額順位は当年当大会開幕直前時点による）。
- 山口幸二 - 獲得賞金額 第3位
- 武田豊樹 - 同 第5位

よって、当年12月3日に行われた準決勝終了時点では、実質的に残る3名が未決定となっていたが、決勝戦のメンバーの中で、グランプリ2011の出場権を確定させているのは、優先出場権を得ている村上義弘と、獲得賞金上位者として確定させている武田豊樹の2人だけ。よって、残る3名の選手の選出については、以下のシミュレーションが考えられた（獲得賞金額順位は、当年12月3日時点）。
1. 賞金ランク9位以内の3名のいずれかが優勝の場合、成田和也（獲得賞金額 第7位）と佐藤友和（同 第8位）は確定、海老根恵太（同 第12位）は決勝戦で3着以内に入れば確定。しかし、12位海老根が決勝戦で4着以下の場合には、市田佳寿浩（同 第16位）が2着以内に入れば逆転し、さらに12位海老根が5着以下の場合には、長塚智広（同 第18位）が2着以内に入れば逆転する。
2. 上記のG1優勝者の村上と第5位武田、獲得賞金額第8位佐藤の3名のいずれかが優勝し、かつ、同 12位海老根が5着以下、同 16位市田と同 18位長塚が3着以下の場合には、共に4日の最終日の特別優秀戦に出走する佐藤慎太郎（同 第9位）と小野俊之（同 第10位）のどちらかに確定する[1]。
3. 賞金ランク10位以下（村上、武田、佐藤以外の6選手）の選手が優勝した場合、当該選手がまず確定し、8位佐藤友和は完走（失格及び競走棄権をしないこと）すれば確定する（8位の佐藤友和が失格、あるいは競走棄権の場合は特別優秀戦に出走する9位佐藤慎太郎あるいは10位小野が確定）。そして、12位海老根は2着に入れば確定するが、3着以下だと7位成田に出場権を奪われることになる。

以上の件を踏まえて行われたのが決勝戦である。

## 決勝戦

### 競走成績
- 12月4日（日）[2]
- 誘導員…城戸崎隆史（福岡）

| 着順 | 車番 | 選手       | 登録地 | 着差     | 決まり手 | 上がり(秒) | H/B | 特記 |
| ---- | ---- | ---------- | ------ | -------- | -------- | ---------- | --- | ---- |
| 1    | 4    | 長塚智広   | 茨城県 |          | 差し     | 11.5       |     |      |
| 2    | 2    | 武田豊樹   | 茨城県 | タイヤ差 | 捲り     | 11.7       | B   |      |
| 3    | 9    | 海老根恵太 | 千葉県 | 3/4車身  |          | 11.5       |     |      |
| 4    | 8    | 稲垣裕之   | 京都府 | 2車身    |          | 11.9       |     |      |
| 5    | 1    | 大塚健一郎 | 大分県 | 3車身    |          | 11.5       |     |      |
| 6    | 6    | 南修二     | 大阪府 | 1車身    |          | 11.9       |     |      |
| 7    | 3    | 市田佳寿浩 | 福井県 | 1車身1/2 |          | 12.1       |     |      |
| 8    | 7    | 佐藤友和   | 岩手県 | 3車身    |          | 12.2       |     |      |
| 9    | 5    | 村上義弘   | 京都府 | 5車身    |          | 13.0       | H   |      |

### 配当金額
| 枠番二連勝複式 | 2=4   | 390円  |
| 枠番二連勝単式 | 4-2   | 910円  |
| 車番二連勝複式 | 2=4   | 380円  |
| 車番二連勝単式 | 4-2   | 920円  |
| 三連勝複式     | 2=4=9 | 1720円 |
| 三連勝単式     | 4-2-9 | 4520円 |
| ワイド         | 2=4   | 260円  |
| ワイド         | 4=9   | 780円  |
| ワイド         | 2=9   | 600円  |

### レース概略
タイヤ差で長塚が武田を制し、GI初優勝。2着に武田が残り、3着に終わった海老根はグランプリ3年連続出場を逃した。また、佐藤は8着完走したことによって賞金上位によるグランプリ出場を決めた。
このレースの結果、残るグランプリ出場の3枠は長塚智広、佐藤友和、成田和也に決まった。

## 実況アナウンサー
今大会、ファン投票によって選ばれた実況アナウンサーは以下の通りである。
- 初日…池田牧人（函館競輪場）
- 2日目…山本浩司（青森競輪場）
- 3日目…滝口久（奈良競輪場・京都向日町競輪場）
- 4日目（最終日）…鈴木佳文（伊東温泉競輪場）

## 特記事項
- 決勝戦の地上波中継は、テレビ朝日《ANN系列・朝日放送・名古屋テレビ・九州朝日放送[注 1] 全4局ネット》。

- 四日間の総売上は107億6615万0800円で、目標額の115億円には届かなかった。